# Guldklimp

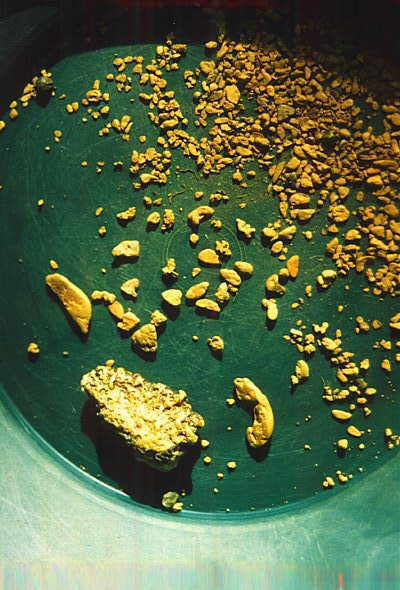
Guldkorn från Alaska

En guldklimp är en i naturen naturligt förekommande sammanhopning av guld. Guldklimpar koncentreras ofta i vattendrag där man kan vaska fram dem, och de finns i restavlagringar där de guldbärande ådrorna eller loderna är vittrade. Klimpar finns också i avfallshögarna från tidigare gruvdrift, särskilt de som lämnats av guldgruveskred. Oftast består de inte av rent guld utan är förenade med andra metaller, vanligtvis silver och koppar.

## Bildning

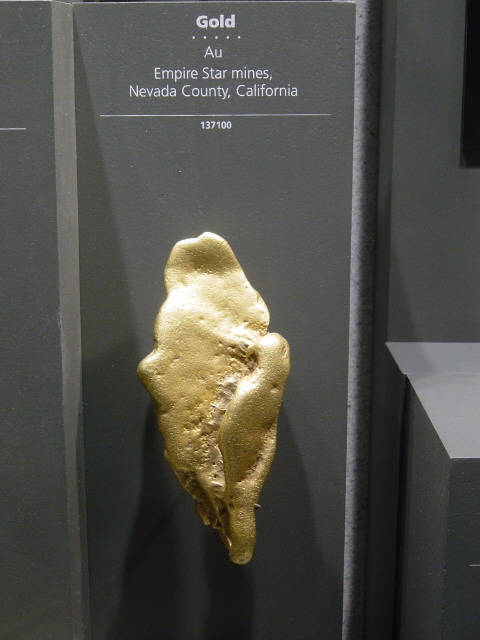
Stor guldklimp från Nevada County, Kalifornien

Klimpar är guldfragment som vittrats ur en originallod. De visar ofta tecken på slipad polering genom strömverkan, och ibland innehåller de fortfarande kvarts eller annat lodmatrismaterial. En studie från 2007 på australiska klimpar uteslöt spekulativa teorier om supergenbildning via in-situ befuktning, kallsvetsning av mindre partiklar eller bakteriekoncentration. Orsaken var att kristallstrukturer av alla klimpar som undersökts visade att de ursprungligen bildats vid hög temperatur djupt under jorden (hypogent ursprung).
Andra ädla metaller som platina bildar klimpar på samma sätt. En senare studie av inhemskt guld från Arizona i USA, baserat på blyisotoper, visar att en betydande del av massan i alluviala guldklimpar i detta område bildats i placermiljön.

## Sammansättning
Klimpar har vanligtvis 20 till 22 karats renhet (83 till 92 procent av massan). Guldklimpar i Australien har ofta 23 karat eller något högre, medan alaskaklimpar vanligtvis är i den nedre delen av intervallet. Renhet kan grovt bedömas utifrån klimpens färg – ju rikare och djupare orangegul desto högre guldhalt. Klimpar benämns också efter dess finhet, och till exempel betyder "865 fine" att klimpen har 865 promille guld i massa. De vanliga föroreningarna är silver och koppar. Klimpar med hög silverhalt bildar legeringselektrum. Den kemiska sammansättningen av supergent guldkorn kan avslöja egenskaperna hos den primära malmen.

## Största hittade guldklimpar

### Welcome Stranger och Canaã-klimpen

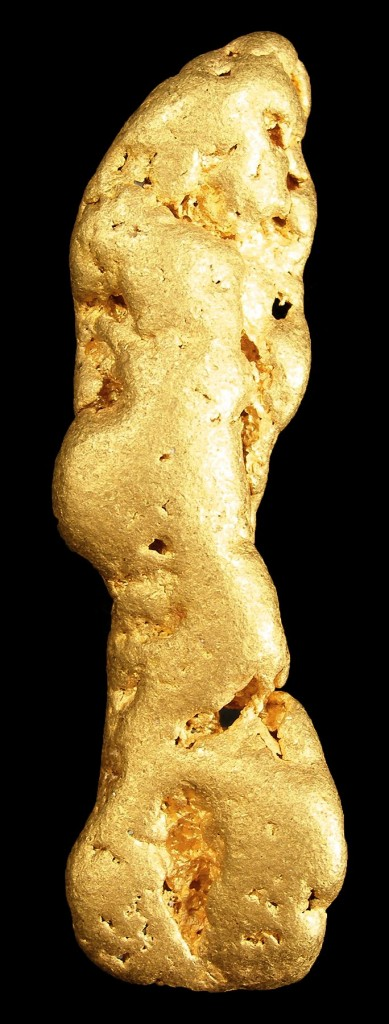
En stor guldklimp från Kuskokwim Mountains i Alaska. 6,6 x 2,0 x 1,1 cm. Vikt 77 gram

Två guldklimpar hävdas vara de största i världen: Welcome Stranger och Canaã-klimpen. Den senare är den största överlevande naturliga guldklimpen, och den anses av de flesta myndigheter vara den största guldklimpen som någonsin hittats. Welcome Stranger hittades i Moliagul i Victoria i Australien 1869, av John Deason och Richard Oates. Den vägde brutto över 78 kg och gav netto över 71,0 kg guld. The Welcome Stranger förväxlas ibland med den liknande namngivna Welcome Nugget, som hittades i juni 1858 på Bakery Hill i Ballarat i Australien av Red Hill Mining Company. Welcome Nugget vägde 69,0 kg och smältes ner i London i november 1859.
Canaã-klimpen, även känd som Pepita Canaa, hittades den 13 september 1983 av gruvarbetare vid Serra Pelada-gruvan i delstaten Para i Brasilien. Den väger 60,8 kg brutto och innehåller 52,33 kg guld, och är bland de största guldklimparna som någonsin hittats. Den är även den största som funna som existerar idag (2024). Den huvudsakliga kontroversen angående denna klimp är att utgrävningsrapporterna antyder att den befintliga klimpen ursprungligen var en del av en klimp som vägde 165 kg och gick sönder under utgrävningar. Canaã-klimpen visas på museet vid Brasiliens centralbank tillsammans med de andra och tredje största klimparna som finns kvar och som väger 46,85 kg respektive 43,34 kg; även dessa har hittats i Serra Pelada-regionen.

### Andra rekordnoteringar
Den största guldklimpen som hittats med metalldetektor är Hand of Faith. Denna 27,2 kg-klimp hittades i Kingower i Victoria i Australien 1980.
Historiskt stora exemplar är den kristallina Fricot Nugget, som väger 6,3 kg – den största som hittades under Kaliforniens guldrush åren runt och efter 1850. Det visas på California State Mining and Mineral Museum.
Den största guldklimpen som någonsin hittats i Kalifornien vägde 49,5 kg. Den hittades i augusti 1869 i Sierra Buttes av fem guldletare – W.A. Farish, A. Wood, J. Winstead, F.N.L. Clevering och Harry Warner.
Guldrushen i Victoria i Australien i början av 1850-talet producerade ett antal stora klimpar. De är Welcome Nugget som vägde 68,98 kilogram och som anses vara den näst största guldklimpen som någonsin hittats. Ett annat fynd, Lady Hotham, som vägde 44,7 kg, hittades av en grupp på nio gruvarbetare den 8 september 1854 i Canadian Gully i Ballarat på ett djup av 40 meter. Lady Hotham fick sitt namn efter hustrun till guvernören Sir Charles Hotham, som råkade besöka området när guldklimpen hittades. Arton månader tidigare, i januari och början av februari 1853, hittades tre andra stora klimpar som vägde 61 kg, 42,241 kg och 37,9 kg i Canadian Gully på ett djup av 17 till 18 meter. En annan guldklimp, The Heron, hittades 1855 i Golden Gully i Alexanders guldfält. Den vägde 31,4 kg och hittades av en grupp oerfarna gruvarbetare som hade fått en förmodat tom inmutning. Gruvarbetarna hittade guldklimpen på grävningens andra dag. Den fick dess namn efter en av guldkommissionärerna, en Mr Heron.
Den 16 januari 2013 hittades en stor guldklimp nära staden Ballarat i Victoria i Australien av en amatörguldletare. Den Y-formade guldklimpen vägde något mer än 5 kg, var cirka 22 cm hög och 15 cm bred och hade då ett marknadsvärde något under 300 000 australiska dollar, även om åsikter har uttryckts om att den skulle kunna säljas för mycket mer på grund av dess sällsynthet. Upptäckten har kastat tvivel över det vanliga ryktet att Victorias guldfält var uttömda på 1800-talet.